# Andrea Destongue
Andrea Carolina del Valle Destongue Quiróz (Barquisimeto, Lara, Venezuela; 8 de septiembre de 1986) es una modelo venezolana, ingeniera en computación y ganadora de concursos de belleza que fue seleccionada como Miss Supranational Venezuela 2011. Destongue representó a Venezuela en el Miss Supranacional 2011.

## Vida y carrera

### Primeros años
Andrea nació en Barquisimeto, Lara. Su hermana mayor, Tania Destongue representó al estado Yaracuy en el Miss Venezuela 2003, sin éxito alguno. Además de ello, Andrea obtuvo una licenciatura en Ingeniería en Computación.

## Concursos de belleza
Antes de ser designada, Andrea participó en el concurso Señorita Centroccidental 2011, celebrado el 4 de junio de 2011, en Barquisimeto, ello con el fin de representar al estado Lara en el Miss Venezuela.
Al final del evento, Destongue obtuvo la posición de primera finalista con miras a participar en el Miss Venezuela 2011. Sin embargo, no logró ser convocada como candidata oficial.
La ganadora de dicha contienda fue Carla Rodrigues, quien posteriormente representaría a Portugal en el Miss Universo 2018, siendo la tercera venezolana en representar a un país extranjero en dicho concurso.

### Miss Supranational Venezuela 2011
Posterior a ello, Andrea fue seleccionada como Miss Supranational Venezuela. En un principio, Ángela Ruiz, primera finalista del Miss Venezuela 2010, sería quien representara al país en el concurso internacional, pero finalmente fue reemplazada por Destongue.

### Miss Supranacional 2011
Ella representó a Venezuela en el certamen Miss Supranacional 2011, que se realizó el 26 de agosto de 2011 en el Anfiteatro Strzelecki Park, en Plock, Polonia. Al final del evento, Destongue no pudo clasificar dentro del grupo de 20 semifinalistas.

## Cronología
| Predecesor: Laksmi Rodríguez | Miss Supranational Venezuela 2011 | Sucesor: Diamilex Alexander |